# Final da Liga Conferência Europa da UEFA de 2022–23
A Final da Liga Conferência Europa da UEFA de 2022–23 foi a partida final da Liga Conferência Europa da UEFA de 2022–23, a segunda final da terceira principal competição de clubes de futebol da Europa organizada pela UEFA. Foi disputada em 7 de maio de 2023 no Fortuna Arena, em Praga na República Tcheca.
Os vencedores qualificaram-se para entrar na fase de grupos da Liga Europa da UEFA de 2023–24, a menos que já tenham se classificado para a Liga dos Campeões ou Liga Europa por meio de seu desempenho na liga (nesse caso, a lista de acesso será reequilibrada).

## Escolha da Sede
Um processo de licitação foi lançado pela UEFA para selecionar os locais das finais da UEFA Europa Conference League em 2023. As federações interessadas em sediar uma das finais tiveram até 30 de setembro de 2021 para enviar dossiês de candidatura.
| País             | Estádio             | Cidade     | Capacidade |
| ---------------- | ------------------- | ---------- | ---------- |
| República Tcheca | Fortuna Arena       | Praga      | 20,800     |
| Grécia           | Estádio Agia Sophia | Atenas     | 32 500     |
| Irlanda do Norte | Windsor Park        | Belfast    | 18,614     |
| Eslováquia       | Tehelné pole        | Bratislava | 22,500     |

A Fortuna Arena foi escolhida pelo Comitê Executivo da UEFA durante a sua reunião em Ljubljana, Eslovênia, em 3 de dezembro de 2020. 

## Caminho até a final
Nota: Em todos os resultados abaixo, os gols dos finalistas é dado primeiro (C: casa; F: fora).
| Pos. | Equipe     | Pts |
| ---- | ---------- | --- |
| 1    | Başakşehir | 13  |
| 2    | Fiorentina | 13  |
| 3    | Hearts     | 6   |
| 4    | Rigas FS   | 2   |

| Pos. | Equipe     | Pts |
| ---- | ---------- | --- |
| 1    | West Ham   | 18  |
| 2    | Anderlecht | 8   |
| 3    | Silkeborg  | 6   |
| 4    | FCSB       | 2   |

## Partida

### Detalhes
A equipe "mandante" (por fins administrativos) foi determinado por um sorteio adicional após os sorteio das quartas de final.
| 7 de junho de 2023 | Fiorentina      | 1 – 2     | West Ham               | Fortuna Arena, Praga                                 |
| 21:00 (UTC+2)      | Bonaventura 67' | Relatório | Benrahma 62' Bowen 90' | Público: 17 363 Árbitro: ESP Carlos del Cerro Grande |

| Fiorentina | West Ham United |

| GK                | 1  | Pietro Terracciano    |     |       |
| RB                | 2  | Dodô                  |     |       |
| CB                | 4  | Nikola Milenković     | 75' |       |
| CB                | 16 | Luca Ranieri          |     | 84'   |
| LB                | 3  | Cristiano Biraghi     |     |       |
| CM                | 34 | Sofyan Amrabat        | 85' |       |
| CM                | 38 | Rolando Mandragora    | 66' | 90+3' |
| AM                | 5  | Giacomo Bonaventura   |     |       |
| RW                | 22 | Nicolás González      |     |       |
| LW                | 99 | Christian Kouamé      |     | 61'   |
| CF                | 7  | Luka Jović            |     | 46'   |
| Substiuições:     |    |                       |     |       |
| GK                | 31 | Michele Cerofolini    |     |       |
| DF                | 15 | Aleksa Terzić         |     |       |
| DF                | 23 | Lorenzo Venuti        |     |       |
| DF                | 28 | Lucas Martínez Quarta |     |       |
| DF                | 98 | Igor                  |     | 84'   |
| MF                | 8  | Riccardo Saponara     |     | 61'   |
| MF                | 32 | Alfred Duncan         | 67' |       |
| MF                | 42 | Alessandro Bianco     |     |       |
| MF                | 72 | Antonín Barák         |     | 90+3' |
| FW                | 9  | Arthur Cabral         |     | 46'   |
| FW                | 11 | Jonathan Ikoné        |     |       |
| FW                | 77 | Josip Brekalo         |     |       |
| Treinador:        |    |                       |     |       |
| Vincenzo Italiano |    |                       |     |       |

| GK            | 13 | Alphonse Areola  |       |       |
| RB            | 5  | Vladimír Coufal  |       |       |
| CB            | 4  | Kurt Zouma       |       | 61'   |
| CB            | 27 | Nayef Aguerd     | 53'   |       |
| LB            | 33 | Emerson          |       |       |
| CM            | 28 | Tomáš Souček     |       |       |
| CM            | 41 | Declan Rice      |       |       |
| AM            | 11 | Lucas Paquetá    |       |       |
| RW            | 20 | Jarrod Bowen     | 90+7' |       |
| LW            | 22 | Saïd Benrahma    | 31'   | 76'   |
| CF            | 9  | Michail Antonio  |       | 90+4' |
| Substiuições: |    |                  |       |       |
| GK            | 1  | Łukasz Fabiański |       |       |
| DF            | 2  | Ben Johnson      |       |       |
| DF            | 3  | Aaron Cresswell  | 90+1' |       |
| DF            | 21 | Angelo Ogbonna   |       | 90+4' |
| DF            | 24 | Thilo Kehrer     |       | 61'   |
| MF            | 8  | Pablo Fornals    |       | 76'   |
| MF            | 10 | Manuel Lanzini   |       |       |
| MF            | 12 | Flynn Downes     |       |       |
| MF            | 62 | Freddie Potts    |       |       |
| FW            | 14 | Maxwel Cornet    |       |       |
| FW            | 18 | Danny Ings       |       |       |
| FW            | 72 | Divin Mubama     |       |       |
| Treinador:    |    |                  |       |       |
| David Moyes   |    |                  |       |       |

|  | Regulamento - 90 minutos. - 30 minutos de prorrogação caso haja empate no tempo normal. - Persistindo o empate, o vencedor será decidido nas penalidades máximas. - Doze jogadores substitutos. - Máximo de três substituições, com uma quarta sendo permitida em caso de prorrogação. |